# Francesco Crispi (destroyer)
Le Francesco Crispi (fanion « CR ») était un destroyer italien de la classe Sella lancé en 1925 pour la Marine royale italienne (en italien : Regia Marina).
Il ne doit pas être confondu avec le paquebot civil portant le même nom (celui d'un ministre italien de l'époque du Risorgimento) réquisitionné comme transport de troupes par les militaires italiens qui fut torpillé en avril 1943 par le sous marin britannique HMS Saracen alors qu'il assurait le transport de 1300 soldats entre Piombino et Bastia en Corse occupée, avec un bilan de 900 morts

## Conception et description
Les destroyers de la classe Sella étaient des versions agrandies et améliorées des classes précédentes Palestro et Curtatone. Ils avaient une longueur totale de 84,9 mètres, une largeur de 8,6 mètres et un tirant d'eau de 2,7 mètres. Ils déplaçaient 970 tonnes à charge normale, et 1 480 tonnes métriques à pleine charge. Leur effectif était de 8 à 9 officiers et de 144 sous-officiers et marins s.
Les Sella étaient propulsés par deux turbines à vapeur à engrenages Parsons , chacune entraînant un arbre d'hélice et utilisant la vapeur fournie par trois chaudières Thornycroft. La puissance nominale des turbines était de 36 000 chevaux-vapeur (27 000 kW) pour une vitesse de 33 nœuds (61 km/h) en service, bien que les navires aient atteint des vitesses supérieures à 37 nœuds (69 km/h) lors de leurs essais en mer alors qu'ils étaient légèrement chargés. Ils transportaient suffisamment de fuel pour avoir une autonomie de 3 600 milles nautiques (6 700 km) à une vitesse de 14 nœuds (26 km/h).
Leur batterie principale était composée de trois canons de 120 millimètres dans une tourelle à deux canons à l'arrière de la superstructure et une tourelle à un canon à l'avant. La défense antiaérienne (AA) des navires de la classe Sella était assurée par une paire de canons AA de 40 millimètres "pom-pom" dans des supports simples au milieu du navire et une paire de mitrailleuses Breda Model 1931 de 13,2 millimètres. Ils étaient équipés de quatre tubes lance-torpilles de 533 millimètres (21 pouces) dans deux supports jumelés au milieu du navire. Les Sella pouvaient également transporter 32 mines.

## Construction et mise en service
Le Quintino Sella est construit par le chantier naval Cantieri Navali Pattison à Naples en Italie, et mis sur cale le 12 octobre 1922. Il est lancé le 25 avril 1925 et est achevé et mis en service le 25 mars 1926. Il est commissionné le même jour dans la Regia Marina.

## Nom
Le navire tire son nom de Francesco Crispi, patriote et homme d'État italien du royaume d'Italie.

## Histoire du service
En 1928, le Crispi heurte l'écueil de Meloria et est endommagé.
Lors de l'entrée de l'Italie dans la Seconde Guerre mondiale, il forme, avec le navire de tête de la classe: le Sella, le IVe escadron de destroyers, basé à Rhodes.
Pendant ce conflit, étant l'un des plus anciens destroyers en service, il est employé dans la mer Égée, plus calme, comme escorte de convoi et destroyer anti-sous-marin,.
Au début de 1941, il subit des travaux d'adaptation, en même temps que le Sella, afin d'être employé comme unité de soutien pour les embarcations d'assaut: au milieu du navire, on installe des supports sur lesquels on pouvait placer 6 "barchini esplosivi", (bateaux explosifs) ainsi que de petites grues, actionnées électriquement, afin de soulever ces embarcations et de les mettre à l'eau; l'équipage est entraîné à ces manœuvres, arrivant à employer pour leur exécution seulement 30-40 secondes.
En janvier 1941, avec le Sella, il part pour une première mission d'approche de barges explosives pour une mission contre Souda, mais il doit revenir car il est informé du départ de navires du port crétois.
En février, il quitte à nouveau la base, toujours en compagnie du Sella, pour une deuxième tentative d'attaque contre Souda, mais on le fait revenir au port car le nombre et le type de navires amarrés à Souda font qu'une attaque semble peu importante.
Le 25 février, à la suite de l'occupation britannique de l'îlot de Kastellórizo, il embarque 240 hommes à Rhodes, avec le Sella et les torpilleurs Lupo et Lince, qui débarquent ensuite à Kastellórizo (le débarquement est rendu difficile par la mer agitée, mais l'île revient aux mains des Italiens).
Dans le cadre d'une nouvelle mission contre Souda, il est déployé à Astypalée avec son unité jumelle. Le commandant du Crispi est le capitaine de frégate (capitano di fregata) Ugo Ferruta. Entre 16h30 et 17h30 le 25 mars 1941, les deux unités du IVe escadron quittent Astypalée en direction d'un point établi, à 6 milles nautiques (11 km) au large de la péninsule d'Akrotiri, où elles arrivent à 23h30 ce jour-là. En quelques minutes elles mirent à la mer 6 bateaux explosifs et à 23h41 elles entament leur route de retour. Les bateaux attaquent les unités britanniques à Souda avec un bon succès: le croiseur lourd HMS York (90) et le pétrolier Pericles sont à moitié coulés, même si ce résultat est payé de la capture - d'ailleurs prévue - des 6 pilotes.
Le 27 mai de la même année, il escorte avec les torpilleurs Lince, Libra et Lira et deux vedettes-torpilleurs MAS (Motoscafo Armato Silurante) le convoi (les vapeurs Giulio Orsini et Tarquinia, le vapeur Giampaolo, les remorqueurs Aguglia et Impero, les frigorifiques Assab et Addis Abeba, le vapeur fluvial Porto di Roma, les bateaux de pêche S. Giorgio, S. Antonio, Plutonius, S. Antonio, S. Maria, S. Maria, S. Maria). Giorgio, S. Antonio, Plutone et Navigatore, le pétrolier Nera, les barges portuaires CG 89 et CG 167) transportant le contingent italien envoyé en Crète (2 400 hommes du 9e régiment d'infanterie, 50 marins, 13 chars légers, 350 mules, 4 véhicules). À 14h00 du 28 mai, il quitte le convoi et bombarde avec sa propre artillerie le phare et la station du cap Sídheros (Crète), rejoignant le convoi à 15h45. De 16h45 à 17h20, il assiste au débarquement dans la baie de Sitía en se tenant prêt à ouvrir le feu contre d'éventuels noyaux de résistance, mais ce ne sera pas nécessaire. Il prend ensuite le chemin du retour à 17h20.
Pendant son activité d'escorte dans la mer Égée, il subit plusieurs attaques aériennes. Le 27 novembre 1942, il est touché et endommagé par une bombe.
En 1942 également, les 2 canons de 40/39 mm sont remplacées par 4 canons Breda Modèle 35 de 20/65  mm.
L'armistice du 8 septembre 1943 (Armistice de Cassibile] le surprend au Pirée et c'est là qu'il est capturé par les Allemands. Il a été incorporé à la Kriegsmarine sous le nom de TA 15 (Torpedoboote Ausland).
Il subit des travaux de modification qui voient l'ajout de canons anti-aériens Bofors 40/56 mm et Breda 37/54 mm.
Le 8 mars 1944, il est attaqué par des avions britanniques au nord de la Crète et, touché par des roquettes, il est coulé.
Il est récupéré mais, le 12 octobre 1944, il est à nouveau touché par un avion alors qu'il se trouve au Pirée et coule dans le port hellénique.

### Commandement
- Capitaine de frégate (Capitano di fregata) Ugo Ferruta (né à Florence le 26 février 1902) (10 juin 1940 - 30 juin 1941)
- Capitaine de frégate (Capitano di fregata) Gennaro Coppola (né à Massa Lubrense le 25 décembre 1899) (20 février 1942 - 30 juin 1942)